# الجحيم (فلم)
الجحيم هو فيلم مصري للفنان المصري عادل إمام أنتج عام 1980م.
من إخراج المخرج  ومصعب حجازي محمد راضي
من بطولة عادل إمام، مديحة كامل، شيرين. صلاح نظمي، محمد صبيح. حسن عبد الحميد، أحمد بدير

## قصة الفيلم
يلعب عادل إمام هذا الفيلم دور رمزي، يعمل كخادم بفندق. وكان حمله ثقيلا جدا (والد ووالدته وثلاثة اخوة وأخت واحدة). قرر عادل امام سرقة كمية كبيرة من المال من أحد زبائنه في الفندق والفرار. تتم ملاحقته من قبل الشرطة ولكن رمزي تمكن من الاختباء في أحد المطاعم وقرر الجلوس هناك حتى تهدأ الأوضاع. مع الوقت تبين لرمزي أن زوجة صاحب مطعم تخطط للتخلص من زوجها وبعد أن اكتشفت موقع النقود التي سرقها عادل امام ارغمته علي التخلص منه

## طاقم التمثيل
- عادل إمام: (رمزي)
- مديحة كامل: (سلمى)
- شيرين: (نجلاء)
- صلاح نظمي: (منصور)
- محمد صبيح: (مساعد رئيس العصابة)
- حسن عبد الحميد: (سليم)
- أحمد بدير: (فاضل)
- حمدي مرسي: (ضابط شرطة)
- رياض الخولي: (طبيب)
- حمدي يوسف: (العمدة)
- رزيق البهنساوي: (أحد أفراد العصابة)
- محمد عبد الحليم
- رجائي توفيق
- أحمد حجازي: (أحد أفراد العصابة)
- عبد الجواد متولي: (ضابط شرطة)
- شوقي حسن
- أحمد الطاهر: (أحد أفراد العصابة)
- محمد رسلان: (حسن)
- منى عبد الله: (سكرتيرة كاظم)
- صالح الإسكندراني: (صديق العمدة)
- عزت الأمير: (كاظم)
- سيد مصطفى: (أحد أفراد الرحلة)